# João Aparecido Cahulla
João Aparecido Cahulla (Astorga, 11 de fevereiro de 1954) é um servidor público e político brasileiro, filiado ao PSD. 

## Biografia
Em 2006, foi eleito vice-governador de Rondônia, na chapa do governador reeleito Ivo Cassol (PPS). 
Em Setembro de 2008, João Cahulla se envolveu em um grave acidente na BR-429. No acidente, a camionete onde estavam Cahulla e outras 4 pessoas perdeu o controle e atingiu em cheio um ônibus escolar. Nenhum passageiro do ônibus ficou ferido, mas a camionete capotou, causando a morte do advogado França Guedes, do sargento Adevaldo Lima, e do aposentado Ari Minettto. O então vice-governador e o coronel Dionísio foram levados ao hospital de São Francisco, e de lá foram levados para a capital, Porto Velho, dentro de um avião do estado. 
Em 31 de março de 2010, com a renúncia de Ivo Cassol, João Cahulla assume a vaga de governador do Estado de Rondônia. Candidato à reeleição, perdeu a disputa no 2º turno com 41,34% dos votos para Confúcio Moura do PMDB, que obteve 58,68% dos votos.